# Velika ekstaza rezbarja Steinerja
Velika ekstaza rezbarja Steinerja (izvirno: Die Große Ekstase des Bildschnitzers Steiner) je zahodno-nemški dokumentarni film režiserja Wernerja Herzoga iz leta 1974 o švicarskem skakalcu Walterju Steinerju. Herzog ga je označil za enega svojih najpomebnejših filmov.

## Produkcija
Film govori o vrhunskemu in zelo popularnemu švicarskemu skakalcu in letalcu tistega časa Walterju Steinerju, ki je sicer redno zaposlen kot rezbar.
Dokumentarec je bil posnet na treh lokacijah in sicer v njegovem rojstnem kraju Wildhausu, Garmisch-Partenkirchnu in v Planici, kot osrednji lokaciji tega dokumentarca. Film je bil sprva mišljen kot serija za nemško televizijo, a je bil kasneje prikazan v enem kosu. Herzogov originalen režiserski rez je bil dolg 60 minut a so ga skrajšali na 45 minut, da bi ta ustrezal enournemu televizijskemu formatu. Zahteva televizije je bila da se tudi Herzog prikaže pred kamero, kar do takrat ni bilo v njegovi navadi.

## Zgodba
Večino filma se dogaja na in ob Letalnici bratov Gorišek na Tednu planiških poletov 1974. Film prikazuje zakulisje dogajanja in sicer njegova razmišljanja, pogovor Steinerja z novinarji, stik z oboževalci, podelitev medalj, njegove rekordno dolge polete s padci in njegove kritike na planiško žirijo, ki ga je kar nekajkrat spustila iz previsokega zaleta. Ti padci in svetovni rekord so večinoma prikazani v počasnih posnetkih iz različnih zornih kotov ob spremljavi avangardne glasbe nemške skupine Popol Vuh.